# Mimosa kitrokala
Mimosa kitrokala är en ärtväxtart som beskrevs av Villiers. Mimosa kitrokala ingår i släktet mimosor, och familjen ärtväxter. IUCN kategoriserar arten globalt som akut hotad. Inga underarter finns listade i Catalogue of Life.